# Katharinaparken
Katharinaparken (russisk: Екатерининский парк) er en park ved Katharinapaladset i byen Pusjkin (tidligere Tsarskoje Selo (dansk: ~ zarens landsby), ca. 25 km sydøst for Sankt Petersburg i Rusland. Den er en intergreret del af den kongelige residens i Tsarskoje Selo. Parken, der tager navn efter Katharinapaladset, består af to dele, henholdsvis den gamle have og den engelske have.

## Den almindelige have
Den almindelige have blev anlagt i 1720 af hollandske anlægsgartnere, på tre terrasser foran paladset. Samtidig blev der anlagt en sø på den nederste terrasse og småsøer blev anlagt fra floden Vangazi – henholdsvis den Øvre sø og Møllesøen, der senere blev en del af en kaskade af lavere damme.
De vigtigste bygninger i denne have er de Øvre Bade, Nedre Bade, Grotten, Bederummet, Morejskaja-obelisken samt Orjol-triumfbuen til minde om kampen mod pesten i byen i 1771.

## Den engelske have
Blandt de vigtigste elementer i den engelske have er det Hollandske Admiralitet, Chesme-søjlen, Marmorbroen, det tyrkiske bad, Pyramiden, det Røde Vandfald, den Gotiske Port, Ruintårnet, Orlovksy-porten, Granitterrassen, "Pige med en kande"-springvandet, Koncerthallen, Kagul-obelisken og den private have.